# تپه یلفان ۱۱
تپه یلفان ۱۱ مربوط به عصر آهن دو -III است و در شهرستان همدان، بخش مرکزی، دهستان الوند کوه شرقی، روستای یلفان، ضلع جنوبی دریاچه سد واقع شده و این اثر در تاریخ ۲۳ بهمن ۱۳۸۵ با شمارهٔ ثبت ۱۷۱۴۳ به‌عنوان یکی از آثار ملی ایران به ثبت رسیده است.